# Maika Friemann-Jennert

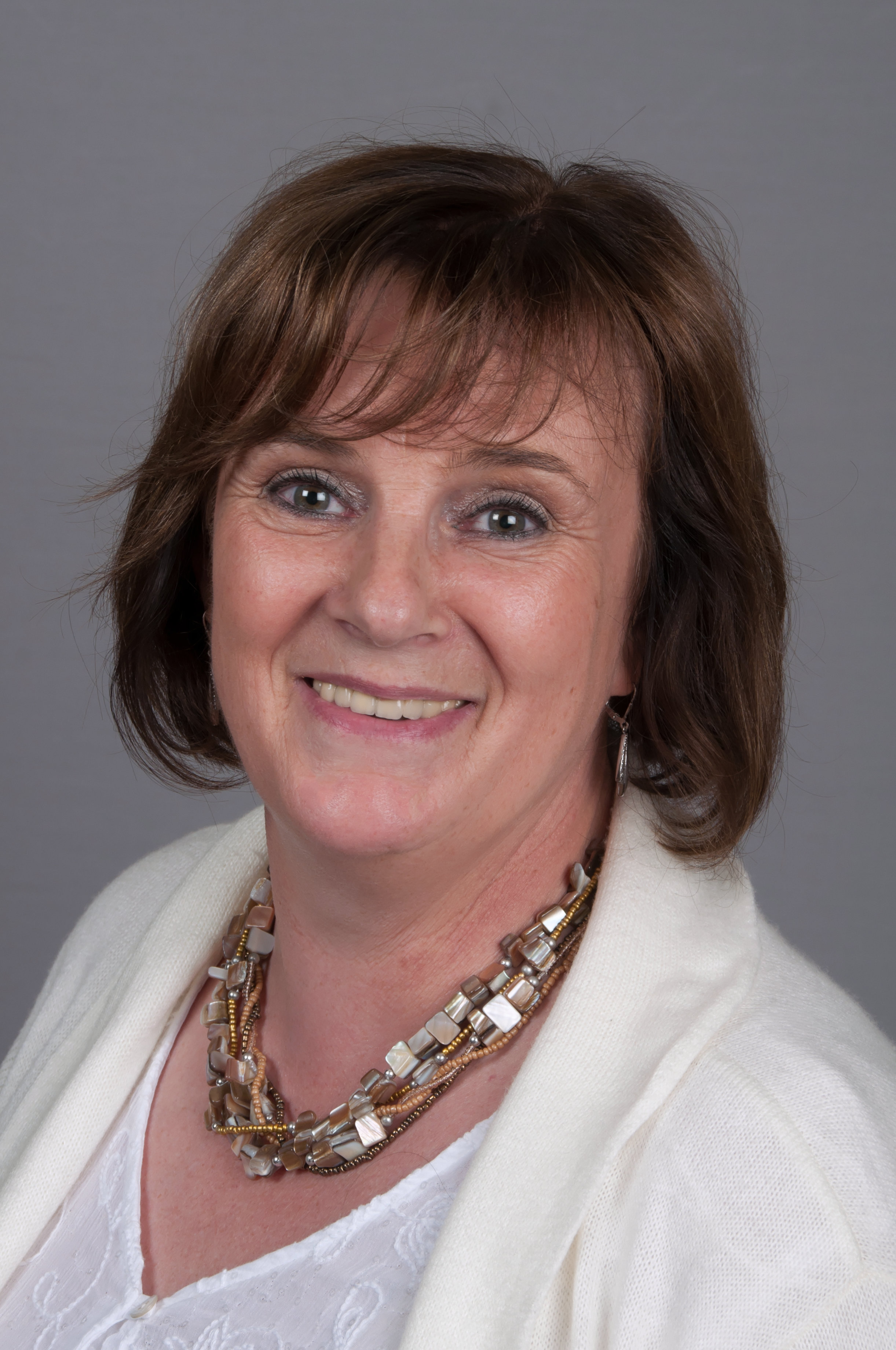
Maika Friemann-Jennert (2017)

Maika Friemann-Jennert (* 24. Juni 1964 in Ludwigslust) ist eine deutsche Politikerin (CDU). Von April bis Oktober 2021 war sie als Nachrückerin Mitglied des Deutschen Bundestages, zuvor war sie Abgeordnete des Landtages von Mecklenburg-Vorpommern.

## Beruflicher Werdegang
Friemann-Jennert besuchte die Polytechnische Oberschule in Techentin und Ludwigslust. Von 1981 bis 1983 folgte eine Berufsausbildung als Bibliotheksfacharbeiter in staatlichen Allgemein- und Gewerkschaftsbibliotheken an der Stadt- und Kreisbibliothek Ludwigslust. Nach ihrer Ausbildung war sie dort und an der Stadtbibliothek Neustadt-Glewe tätig. Von 1984 bis 1989 absolvierte sie ein Fernstudium an der Fachschule für Bibliothekare und Buchhändler in Leipzig, das sie als Bibliothekarin abschloss. Sie ist Reserveoffizier der Bundeswehr und trägt den Dienstgrad eines Fregattenkapitäns der Reserve.

## Politischer Werdegang
Friemann-Jennert war Mitglied des Landesvorstandes der CDU Mecklenburg-Vorpommern bis 2013 und Vorsitzende des Kreisverbandes Ludwigslust bis 2011. Von 1999 bis 2019 saß sie im Kreistag Ludwigslust bzw. Ludwigslust-Parchim.
2006 war sie für acht Monate Mitglied des Landtages Mecklenburg-Vorpommern. Bei den Landtagswahlen 2011 und 2016 wurde sie wieder, jeweils über die Landesliste, ins Parlament gewählt. Für die Bundestagswahl 2017 kandidierte sie auf Platz 7 der Landesliste der CDU Mecklenburg-Vorpommern. Friemann-Jennert verpasste zunächst den Einzug, rückte aber nach dem Tod der Abgeordneten Karin Strenz am 7. April 2021 in den Bundestag nach. Zugleich legte sie ihr Landtagsmandat nieder, Nachrücker war Thomas Grote. Ihr Bundestags-Mandat endete nach der Bundestagswahl 2021.